# Lista över universitet i Finland
Universitetet är en statlig institution som erbjuder högskoleutbildning och har en relativt autonom roll i samhället. Universitetet ger den högsta vetenskapliga undervisningen och bedriver vetenskaplig forskning genom de olika fakulteterna. Finland har totalt fjorton universitet, varav tio är mångdisciplinära universitet, två tekniska högskolor, en handelshögskola och tre konsthögskolor.. Dessutom finns Försvarshögskolan, som är en högskola underställd försvarsministeriet som ger den högsta utbildningen inom det militära området.

## Universitet
- Aalto-universitetet i Esbo, Helsingfors och S:t Michel (bildat av Helsingfors handelshögskola, Konstindustriella högskolan och Tekniska högskolan)
- Helsingfors universitet i Helsingfors och Vasa
- Jyväskylä universitet
- Konstuniversitetet i Helsingfors
- Lapplands universitet i Rovaniemi
- Svenska handelshögskolan i Helsingfors och Vasa
- Tammerfors universitet
  - Grundades 2019, se även före detta Tammerfors universitet och Tammerfors tekniska universitet
- Villmanstrand–Lahtis tekniska universitet
- Uleåborgs universitet
- Vasa universitet
- Åbo Akademi i Åbo, Vasa och Helsingfors
- Åbo universitet i Åbo, Raumo, Björneborg och Salo
- Östra Finlands universitet i Kuopio och Joensuu

- Försvarshögskolan i Helsingfors